# Odontopera imitata
Odontopera imitata là một loài bướm đêm trong họ Geometridae.